# Lilach Ben-Simon
Lilach Ben-Simon (...) è una modella israeliana, vincitrice del titolo di Miss Europa 1994.
È stata incoronata ad Istanbul, in Turchia. È stata la prima ed unica volta che una rappresentante di Israele vinceva il titolo.